# Altobeli da Silva
Altobeli Santos da Silva (Catanduva, 3 de dezembro de 1990) é um atleta brasileiro. É conhecido por disputar provas de longa distância, em especial os 3000 metros com obstáculos e 5000 metros.

## Carreira
Disputou os Jogos Olímpicos de Verão de 2016, no Rio de Janeiro, ficando em nono lugar na prova dos 3000 metros com obstáculos. No Campeonato Mundial de Atletismo do ano seguinte, em Londres, não obteve qualificação para a final da mesma prova.
Obteve bons resultados nos Jogos Pan-Americanos de 2019, em Lima, no Peru. Conquistou a medalha de prata nos 500 metros. Nos 3000 metros com obstáculos, obteve a medalha de ouro. Disputou ainda o Campeonato Mundial de Atletismo no mesmo ano, em Doha, no Catar, não conseguindo a qualificação para a final dos 3000 metros com obstáculos.
Em 20 de novembro de 2022 disputou e venceu a primeira maratona da sua carreira, a Maratona de Curitiba, prova que teve transmissão ao vivo pelo YouTube. Pela conquista, o atleta recebeu um prêmio de R$ 40.000,00.

## Competições internacionais
| Ano                  | Competição                      | Local                | Posição              | Evento                | Notas                |
| Representando Brasil | Representando Brasil            | Representando Brasil | Representando Brasil | Representando Brasil  | Representando Brasil |
| -------------------- | ------------------------------- | -------------------- | -------------------- | --------------------- | -------------------- |
| 2012                 | Campeonato Sul-Americano Sub-23 | São Paulo            | 7º                   | 5000 m                | 14:45.76             |
| 2012                 | Campeonato Sul-Americano Sub-23 | São Paulo            | 5º                   | 10,000 m              | 30:41.39             |
| 2014                 | Campeonato Ibero-Americano      | São Paulo            | 2º                   | 5000 m                | 13:54.65             |
| 2015                 | Jogos Pan-Americanos            | Toronto              | 6º                   | 5000 m                | 13:49.00             |
| 2016                 | Campeonato Ibero-Americano      | Rio de Janeiro       | 1º                   | 5000 m                | 13:53.48             |
| 2016                 | Campeonato Ibero-Americano      | Rio de Janeiro       | 1º                   | 3000 m com obstáculos | 8:33.72              |
| 2016                 | Jogos Olímpicos                 | Rio de Janeiro       | 9º                   | 3000 m com obstáculos | 8:26.30              |
| 2017                 | Campeonato Mundial              | Londres              | 21º                  | 3000 m com obstáculos | 8:31.82              |
| 2018                 | Campeonato Ibero-Americano      | Trujillo             | 1º                   | 3000 m                | 7:57.52              |
| 2018                 | Campeonato Ibero-Americano      | Trujillo             | 1º                   | 3000 m com obstáculos | 8:35.57              |
| 2019                 | Campeonato Sul-Americano        | Lima                 | 1º                   | 5000 m                | 13:50.08             |
| 2019                 | Campeonato Sul-Americano        | Lima                 | 2º                   | 3000 m com obstáculos | 8:38.43              |
| 2019                 | Jogos Pan-Americanos            | Lima                 | 2º                   | 5000 m                | 13:54.42             |
| 2019                 | Jogos Pan-Americanos            | Lima                 | 1º                   | 3000 m com obstáculos | 8:30.73              |
| 2019                 | Campeonato Mundial              | Doha                 | 21º                  | 3000 com obstáculos   | 8:25.34              |